# Język awarski
Język awarski (aw. авар мацI, магIарул мацI) – język kaukaski używany przez Awarów, głównie na obszarze Dagestanu, w pewnej liczbie także na pozostałym obszarze Federacji Rosyjskiej oraz na terenie Azerbejdżanu, Gruzji i Turcji. Awarski należy do zespołu awaro-didojskiego, tworzącego podgrupę wśród języków dagestańskich w grupie północno-wschodniej (nachsko-dagestańskiej) języków kaukaskich.
Według danych Ethnologue (wyd. 22, 2019) posługuje się nim blisko 767 tys. osób. Awarowie stanowią największą grupę etniczną Dagestanu. Głównymi użytkownikami tego języka są Awarowie, choć pełni on także rolę lingua franca oraz standardu literackiego dla wielu dagestańskich plemion, których języki nie wykształciły normy pisanej.
Wyróżnia się kilka głównych dialektów języka awarskiego oraz drobniejsze gwary lokalne. Podstawowy ich podział polega na przeciwstawieniu sobie dialektów północnych i południowych.
Podstawą języka literackiego stał się tzw. bolmaç (awar. болмац), lingua franca, która powstała na potrzeby handlu i komunikacji ponadlokalnej, czerpiąca z północnej odmiany awarskiego. W tym właśnie wariancie języka powstało najwięcej dzieł ustnej literatury ludowej.
Początki piśmiennictwa w języku awarskim sięgają XV w., kiedy to zaczęto zapisywać alfabetem arabskim teksty przeznaczone głównie do celów religijnych. W późniejszym czasie (XVII–XIX w.) zapisywano także awarskie teksty niereligijne, takie jak np. pieśni ludowe, bajki, opowieści.
Prace nad stworzeniem współczesnego awarskiego standardu literackiego rozpoczęto na przełomie XIX i XX w., choć intensywniejszy rozwój datuje się dopiero na lata dwudzieste XX w. Początkowo, od 1928 r. awarski był on zapisywany pismem łacińskim, później jednak (1938 r.), na mocy państwowych decyzji wprowadzono jako obowiązujący alfabet formę cyrylicy, opartą na rosyjskiej.
Język awarski należy dziś do najlepiej rozwiniętych literackich języków Dagestanu. Po awarsku ukazują się gazety codzienne, publikuje się literaturę piękną, opracowania naukowe (poświęcone głównie kulturze ludowej Awarów, obyczajom, literaturze). Język ten jest nauczany na poziomie podstawowym, średnim oraz wyższym jako oddzielny przedmiot.
Oprócz swego własnego języka, większość Awarów dagestańskich biegle zna także rosyjski, jako język urzędowy Federacji Rosyjskiej.
Pierwsze materiały naukowe dotyczące języka awarskiego opublikowano w XVIII w., choć poważniejsze i pełniejsze prace wyszły dopiero w drugiej połowie XIX w., opublikowane przez Piotra Uslara i Franza Antona Schiefnera.

## Alfabet
Współczesny alfabet awarski składa się z 46 grafemów (33 liter i 13 dwuznaków).
| А а | Б б   | В в | Г г   | Гъ гъ | Гь гь | ГӀ гӀ | Д д   | Е е   | Ё ё   | Ж ж | З з   |
| И и | Й й   | К к | Къ къ | Кь кь | КӀ кӀ | Л л   | Лъ лъ | М м   | Н н   | О о | П п   |
| Р р | С с   | Т т | ТӀ тӀ | У у   | Ф ф   | Х х   | Хъ хъ | Хь хь | ХӀ хӀ | Ц ц | ЦӀ цӀ |
| Ч ч | ЧӀ чӀ | Ш ш | Щ щ   | Ъ ъ   | Ы ы   | Ь ь   | Э э   | Ю ю   | Я я   |     |       |

## Liczebniki
| 1  | цо     | co     |
| 2  | кIиго  | kʼigo  |
| 3  | лъабго | łabgo  |
| 4  | ункъо  | unqʼo  |
| 5  | щуго   | ššugo  |
| 6  | анлъго | anłgo  |
| 7  | анкьго | anƛʼgo |
| 8  | микьго | miƛʼgo |
| 9  | ичIго  | ičʼgo  |
| 10 | анцIго | ancʼgo |

## Przykładowe zwroty
| Cześć (do mężczyzny)  | ВорчӀами!            | Worčʼami!            |
| Cześć (do kobiety)    | ЙорчӀами!            | Jorčʼami!            |
| Cześć (do grupy osób) | РорчӀами!            | Rorčʼami!            |
| Jak się masz?         | Щиб хӀal бугеб?      | Ššib ħal bugeb?      |
| Jak się nazywasz?     | Дуда цӀа щиб?        | Duda cva ššib?       |
| Ile masz lat?         | Чан сон дур бугеб?   | Čan son dur bugeb?   |
| Dokąd idziesz?        | Киве мун унев вугев? | Kiwe mun unew wugew? |
| Przepraszam           | ТӀа лъугьа!          | Tʼa łuha!            |